# Grevillea
Grevillea es un género con unas 370 especies aceptadas (aunque el APG eleva la cifra hasta 515), de las 550 descritas, de plantas de flores pertenecientes a la familia Proteaceae, nativo esencialmente de Australia, con unas pocas especies en Papúa-Nueva Guinea y las islas al norte de Australia.

## Etimología
Grevillea: nombre genérico otorgado en honor de Charles Francis Greville, cofundador de la Royal Horticultural Society.<ref>Missouri Botanical Garden.sit (enlace roto disponible en Internet Archive; véase el historial, la primera versión y la última).

## Descripción
Género muy diversificado, con especies que van desde arbustos rastreros de menos de 0,5 m a árboles que alcanzan los 50 m de altura.

## Especies seleccionadas
- Grevillea acanthifolia A.Cunn.
- Grevillea alpina Lindl.
- Grevillea aquifolium Lindl.
- Grevillea arenaria R.Br.
- Grevillea armigera Meisn.
- Grevillea aspleniifolia Knight
- Grevillea australis R.Br.
- Grevillea banksii R.Br.
- Grevillea barklyana F.Muell. ex Benth.
- Grevillea bipinnatifida R.Br.
- Grevillea buxifolia (Sm.) R.Br.
- Grevillea caleyi R.Br.
- Grevillea candelabroides C.A.Gardner
- Grevillea chrysophaea F.Muell. ex Meisn.
- Grevillea crithmifolia R.Br.
- Grevillea curviloba McGill.
- Grevillea dielsiana C.A.Gardner
- Grevillea endlicheriana Meisn.
- Grevillea fililoba (McGill.) Olde & Marriott
- Grevillea flexuosa (Lindl.) Meisn.
- Grevillea floribunda R.Br.
- Grevillea glabrata (Meisn.) McGill.
- Grevillea heliosperma R.Br.
- Grevillea hilliana F.Muell.
- Grevillea hookeriana Meisn.
- Grevillea humifusa Olde & Marriott
- Grevillea ilicifolia (R.Br.) R.Br.
- Grevillea intricata Meisn.
- Grevillea juniperina R.Br.
- Grevillea lanigera A.Cunn. ex R.Br.
- Grevillea laurifolia Sieber ex Spreng.
- Grevillea lavandulacea Schltdl.
- Grevillea leptopoda McGill.
- Grevillea leucopteris Meisn.
- Grevillea levis Olde & Marriott
- Grevillea linearifolia (Cav.) Druce
- Grevillea longifolia R.Br.
- Grevillea miniata  W.Fitzg.
- Grevillea miqueliana F.Muell.
- Grevillea mucronulata R.Br.
- Grevillea oleoides Sieber ex Schult. & Schult.f.
- Grevillea petrophiloides Meisn.
- Grevillea preissii Meisn.
- Grevillea robusta A.Cunn. ex R.Br.
- Grevillea rosmarinifolia A.Cunn.
- Grevillea sericea (Sm.) R.Br.
- Grevillea speciosa (Knight) McGill.
- Grevillea striata R.Br.
- Grevillea tetragonoloba Meisn.
- Grevillea thelemanniana Hügel ex Endl.
- Grevillea thyrsoides Meisn.
- Grevillea triloba Meisn.
- Grevillea vestita (Endl.) Meisn.
- Grevillea whiteana McGill.
- Grevillea wickhamii Meisn.

## Usos
Las flores de Grevillea han sido tradicionalmente favoritas de los aborígenes por el dulzor de su néctar.